# Justin Olsen
Justin Bradley Olsen (* 16. April 1987 in Lubbock, Texas) ist ein US-amerikanischer Bobsportler, welcher zwischen 2008 und 2014 als Anschieber aktiv war und seit 2014 als Pilot an den Start geht. Er nahm zwischen 2010 und 2018 für die Vereinigten Staaten dreimal an Olympischen Winterspielen teil, zweimal als Anschieber und einmal als Pilot. Als Anschieber wurde er Olympiasieger und dreifacher Weltmeister.

## Karriere

### Anschieber
Ab der Saison 2008/09 gehörte Justin Olsen zum Anschieberteam von Steven Holcomb. Er wurde von Holcomb sowohl im Zweierbob als auch im Viererbob eingesetzt. Seine ersten Podiumsplatzierung feierte er beim ersten Weltcup der Saison auf der Bobbahn Winterberg mit den dritten Platz im Viererbob. Beim Weltcup auf der Rennschlitten- und Bobbahn Altenberg belegte er gemeinsam mit Holcomb den zweiten Platz im Zweierbob und damit seine erste Podestplatzierung. Die beiden Viererbob-Wettbewerbe auf der Bobbahn in Park City konnte er gemeinsam mit dem Team Holcomb gewinnen. Als Teil des Team Holcomb durfte er auch an der Bob-Weltmeisterschaft 2009 in Lake Placid teilnehmen. Im Zweierbob-Wettbewerb zog Holcomb Curtis Tomasevicz ihm vor und die beiden belegten dritten Platz. Im Gegensatz dazu setzte Holcomb ihn im Mannschaft-Wettbewerb ein, wo die amerikanische Mannschaft die Bronzemedaille gewinnen kann. Beim Viererbob-Wettbewerb konnte er als Teil des Team Holcomb die Goldmedaille vor den Teams aus Deutschland und Lettland gewinnen.
Die Saison 2009/10 wurde die erfolgreichste Saison von Justin Olsen als Anschieber. Als Teil des Viererbobs von Steven Holcombs gewann er insgesamt drei Viererbob-Weltcups. Am Ende der Saison sicherte sich das Team Holcomb den Viererbob-Weltcup und den Gesamtweltcup. Vom United States Olympic Committee wurde er für die Olympischen Winterspiele 2010 in Vancouver nominiert und er durfte im Viererbob-Wettbewerb starten. Auf der Bob- und Rennschlittenbahn im Canada Olympic Park wurde er gemeinsam mit Steven Holcomb, Steve Mesler und Curtis Tomasevicz Olympiasieger im Viererbob. Nach 62 Jahren konnte damit ein US-amerikanischer Viererbob wieder diesen Wettbewerb gewinnen.
Nachdem er in der Saison 2010/11 zwei Viererbob-Weltcups als Teil des Teams Holcombs gewinnen konnte, startete Justin Olsen im Viererbob bei der Bob-Weltmeisterschaft 2011 auf der Kunsteisbahn Königssee. Gemeinsam mit Steven Holcomb, Steven Langton, Curtis Tomasevicz gewann er die Bronzemedaille. Ein Jahr später überraschte das Team um Steven Holcomb nach nur zwei Podestplätzen bei der Bob-Weltmeisterschaft 2012. Steven Holcomb gewann gemeinsam mit Steven Langton den Zweierbob-Weltcup und das Team Holcomb, zu welchen Justin Olsen gehörte, gewann nach 2009 erneut den Weltmeistertitel im Vierbob. Zudem war er Bestandteil der US-amerikanischen Mannschaft, welche den Mannschaftswettbewerb war. Zum ersten Mal gewann nicht die deutsche Mannschaft den Mannschaft.
Im Bob-Weltcup 2012/13 belegte Justin Olsen mit dem Team Holcomb zweimal den zweiten Platz und gewann bei der Bob-Weltmeisterschaft 2013 auf dem Olympia Bob Run St. Moritz–Celerina im Viererbob die Bronzemedaille. Nach der Saison 2013/14 nahm er erneut an den Olympischen Winterspielen teil. Er startete aber nicht im Viererbob von Steven Holcomb, sondern im Viererbob von Nick Cunningham. Dieser Viererbob beendete den Wettbewerb auf den zwölften Platz.

### Pilot
Nach den Olympischen Winterspielen 2014 in Sotschi beendete Justin Olsen seine Anschieber-Karriere und begann zum Bobpiloten umzuschulen. Beim Bob-Nordamerikacup 2015/16 konnte er seine ersten Erfolge als Pilot feiern. Am 28. Februar 2016 gewann er in Park City das erste Viererbobrennen gemeinsam mit seiner Crew Brent Fogt, Luis Moreira und Evan Weinstock. Einen Tag später belegte er beim zweiten Viererbob-Wettbewerb den zweiten Platz. Am 13. März 2016 und am 14. März 2016 belegte er in Lake Placid den dritten bzw. zweiten Platz im Zweierbob.
Justin Olsen startete zudem in der Saison 2015/16 im Bob-Weltcup zum ersten Mal als Pilot. Beim Weltcup auf dem Olympia Bob Run St. Moritz–Celerina belegte er in seinen ersten Weltcup-Wettbewerb im Zweierbob den 14. Platz und war damit der beste Amerikaner. Er nahm an der Bob-Weltmeisterschaft 2016 auf dem Olympia Eiskanal Igls teil und durfte dort im Mannschaftswettbewerb teilnehmen. Er startete im Team „International II“ und belegte am Ende mit dem Team den 10. Platz.
In der Saison 2016/17 startete Justin Olsen bei fast allen Weltcups und konnte beim Weltcup in Whistler erstmals unter die besten 10 fahren. Am 2. Dezember 2016 belegte er im Zweierbob gemeinsam mit seinen Anschieber Evan Weinstock den siebten Platz. Beim Weltcup in Innsbruck-Igls verpasste er um 0,02 Sekunden seinen ersten Podestplatz und musste sich mit den vierten Platz zufriedengeben. Bei der Bob-Weltmeisterschaft 2017 auf der Kunsteisbahn Königssee belegte er im Zweierbob-Wettbewerb den elften Platz und war damit der zweitbeste US-Amerikaner. Beim Team-Wettbewerb belegte er mit den Team „Vereinigte Staaten II“ den zehnten Platz.
Am 10. November 2017 konnte Justin Olsen erstmals im Bob-Weltcup als Pilot einen Podestplatz bejubeln. Beim zweiten Zweierbob-Wettbewerb in Lake Placid belegte er hinter seinen Landsmann Codie Bascue und den Kanadier Justin Kripps den dritten Platz. Nach der Saison 2017/18 durfte er an den Olympischen Winterspielen 2018 erstmals als Pilot teilnehmen. Sein Anschieberteam bildete Christopher Fogt, Carlo Valdes und Evan Weinstock. Im Zweierbob-Wettbewerb startete er gemeinsam mit Weinstock und beendete den Wettbewerb als bester US-amerikanischer Zweierbob auf den 14. Platz. Im Gegensatz dazu war er mit den 20. Platz im Viererbob der schlechteste US-amerikanische Bob.

## Familie
Justin Olsen ist mit der kanadischen Skeletonfahrerin Mirela Rahneva liiert. Rahneva nahm ebenso wie er an den Olympischen Winterspielen 2018 in Pyeongchang teil.